# Electrophaes chimakaleparia
Electrophaes chimakaleparia är en fjärilsart som beskrevs av Charles Oberthür 1893. Electrophaes chimakaleparia ingår i släktet Electrophaes och familjen mätare. Inga underarter finns listade i Catalogue of Life.